# Junker (persoon)
Junker (afkorting: Jkr.) is een Duits adellijk predicaat (en geen adellijke titel). Het vrouwelijk equivalent Junkfrau (Jkfr.) werd minder vaak gebruikt. Soms en vooral in oudere Duitse teksten wordt het meervoud Junkers gebruikt. In modern Duits is het meervoud echter Junker. 

## Predicaat
De Duitse ongetitelde adel van lagere rang wordt aangesproken met Herr of Frau/Fräulein en aangeschreven met hochwohlgeboren (hoogwelgeboren). Voor de ongetitelde adel uit de oostelijke provincies van het koninkrijk Pruisen werd het predicaat Junker/Junkfrau gebruikt. Het gebruik hiervan is na de beide wereldoorlogen echter in populariteit afgenomen. Het predicaat junker is geen officieel predicaat (net zoals veel andere Duitse titels en predicaten), maar wordt gebruikt om een lagere sociale klasse van de adel te benoemen op basis van hun oorsprong, de oostelijke delen van het oorspronkelijke Duitsland: grofweg de gebieden ten oosten van de Elbe (Oost-Elbië, Duits: Ostelbien). Meer dan de helft van deze gebieden is sinds 1945 Pools of Russisch, zie Voormalige gebieden van het Duitse Rijk in het oosten.
Het adelspredicaat wordt veelal vóór de naam geplaatst (afgekort tot Jkr. of Jkfr.), maar omdat er geen vaste regels  zijn kan het ook tussen de voornaam en geslachtsnaam geplaatst worden. Het in enkelvoud zowel als meervoud gebruikte Junker is afgeleid van het Duitse junger Herr (Nederlands: schalk wat in het Middelnederlands jonge heer betekende en later overging in jonkheer) en werd oorspronkelijk gebruikt om de zoon van een edelman mee aan te duiden. Later werd dit predicaat ook voor en door de oudere edelen gebruikt. De (lagere) adel die dit predicaat voerde, stond onder de zogenaamde Hochadel die in heerschapsgebieden een zekere mate van soevereiniteit bezat maar dan wel binnen de verhouding van een leenman onder een koning of keizer. Deze hoge adel bestond uit hertogen en graven die het predicaat Fürst (vorst, in Engeland en Frankrijk aangeduid als 'prins') konden voeren en gefürstet konden worden door een koning of keizer. Willem Frederik van Oranje-Nassau was prins van Oranje in Frankrijk, en vorst van Fulda en Corvey (Duits: Nassau-Oranien-Fulda) in het Duitse Rijk. Een bijzondere titel was die van Kurfürst (keurvorst) omdat deze gereserveerd was voor hoge adel die het recht had om zitting te nemen in een benoemingscollege voor een (Duitse) koning of keizer.  
Rond de 16e eeuw was het predicaat junker algeheel ingeburgerd. Het werd niet alleen gebruikt voor de ongetitelde adel, ook baronnen en graven werden hiermee aangesproken. 
Toen Maarten Luther op 26 mei 1521 in de rijksban werd gedaan dook hij onder in het kasteel Wartburg nabij Eisenach met behulp van de  keurvorst Frederik en leefde hij daar bijna een jaar lang onder de schuilnaam Junker Jörg. In de Wartburg vertaalde Luther de Bijbel uit het Latijn en Grieks naar het Hoogduits.
De meeste junkers hebben in hun familienaam een tussenvoegsel staan. Meestal is dit von (bv Wernher von Braun), ook soms zu of zur. Vergelijkbaar met de Nederlandse voorzetsels van, te, de, tot. Maar anders dan in die Nederlandse naamgeving is het voorzetsel in Duitsland vrijwel altijd voorbehouden aan een adellijke naam (alleen in de westelijke grensgebieden met Nederland komt een burgerlijke topografische naamgeving ook voor, een geografische plaats voorafgegaan door 'van', 'von', of 'von der', evenwel zonder bezitsbetekenis, zoals in Nederland en Vlaanderen gebruikelijk is. In het onderlinge spraakgebruik van adellijken werd de aanduiding 'von' in adellijke kringen weggelaten. De voornaam gaat in de aanschrijfvorm vooraf aan de titel: bijvoorbeeld Heinrich, Ritter von/zu Wendelburg.

## Rangkroon
De rangkroon die een Junker mag voeren is afhankelijk van de rang binnen de adel (ongetiteld, Freiherr/Baron of Graf). Aan de ongetitelde adel (waartoe het merendeel van de Junker behoorde) werd veelal als rangkroon de helmkroon (laubkrone) verleend. Later werd het gebruikelijk om verdienstelijke mensen uit de hogere burgerklasse een adellijke titel toe te kennen waarbij “von” als tussenvoegsel voor hun familienaam mocht worden geplaatst. Zo'n "veradellijkte" naam verschafte dan de toegang tot hofkringen. Dit Von (in bijvoorbeeld von Goethe, von Schiller, von Müller) verwijst overigens niet naar de geografische naam van een landbezit en deze nieuwe adel werd ook niet beschouwd als behorend tot de eigenlijke Junkerklasse. Datzelfde gold in de 19de eeuw voor talrijke burgerlijke ambtenaren die vanwege hun verdiensten tot zogenaamde dienstadel werden verheven, waarbij als regel zo'n titel niet erfelijk kon worden doorgegeven. Vanwege hun niet op werkelijke macht en bezit gestoelde pretenties werd voor sommige Junker de spotnaam Krautjunker ('boerenkooljonker') gebruikt, vergelijkbaar met het Nederlandse 'kale jonker'.

## Feodale stand en levenswijze
Junker waren de landadel van de oostelijke gebieden van het Heilige Roomse Rijk dat nu grofweg het gebied van het huidige oostelijke Duitsland en van het voormalige Duitse oosten dat sinds 1945 het westen en noorden van Polen beslaat (zie Voormalige gebieden van het Duitse Rijk in het oosten). Veel Junkerfamilies konden hun stamboom tot in de middeleeuwen terugvoeren, maar in de loop der tijden voegden zich ook 'jongere' families onder hen, bijvoorbeeld rijke burgers die zich 'inkochten' door landgoederen van verarmde Junker te verwerven, of door erfdochters van Junker te trouwen. Hun rijen werden ook soms aangevuld door adellijke vluchtelingen afkomstig van elders in Europa. Onder de hugenoten die na 1685 naar Pruisen vluchtten, bevonden zich ook een aantal adellijke families die door het 'Junkertum' als gelijken werden opgenomen. Met hun Franse namen vormen zij tot op vandaag nog steeds een aparte verschijning onder de Duitse adel, en met name vroeger in de hogere ambtelijke en militaire rangen.
De Junker bestuurden op middeleeuws feodale wijze de boeren, de dorpen en kleine, zogenaamde landstadjes, gelegen op hun landgoederen (Duits: Gut). Deze goederen waren tussen meestal 100 en 200 hectaren groot, maar er waren ook grotere landgoederen die vooral in Oost-Pruisen tot enkele duizenden hectaren besloegen, en als regel in handen van graven en hertogen berusten. Doorsnee Junker leefden van de landbouwopbrengsten die hun pachters moesten afstaan in natura (een deel van de oogsten), in persoonlijke dienstbaarheid (onbetaalde arbeidsuren) te leveren door alle familieleden, kinderen inbegrepen, en als afdracht van belastingen. Veel (jongere) Junkerzonen die bij het geldende erfrecht geen erfdeel kregen waarvan ze konden leven, traden als officier in dienst van het Pruisische leger, waar ze als groep tijdens het koningschap en het keizerschap een dominante positie verwierven.
Een Junkerfamilie bewoonde een centraal gelegen landgoed, aangeduid als Herrenhaus of Gutshaus, met daaraan verbonden een grote herenboerderij. Algemeen voor zulke agrarische ondernemers was de aanduiding Gutsherr. In de 19de eeuw werden niet-adellijke burgers door aankoop van landgoederen ook vaak Gutsherr. Los van het bezit van landgoederen konden burgers tegen betaling ook nieuwe adeldom verwerven, die dan door de Pruisische koning werd vergund aan verdienstelijke burgers en ook aan belangrijke wetenschappers en kunstenaars. Dat was voor de betrokkenen van belang omdat voor de toegang tot het hof tot 1850 een adellijke titel als absolute voorwaarde gesteld werd en daarna een belangrijke aanbeveling bij het verkrijgen van staatsfuncties was. Deze nieuwe adel is te herkennen aan de toevoeging 'von' aan hun overigens burgerlijke naam, bijvoorbeeld von Schmidt of von Müller.
De boeren op het grondbezit van de al dan niet adellijke 'Gutsherr' hadden beperkte persoonlijke rechten en waren tot onbetaalde herendiensten verplicht. Deze konden door grotere boeren afgekocht worden, maar de kleine boeren bleven tot 1850 in velerlei vormen van dienstbaarheid aan heer en grond gebonden en konden zonder zijn toestemming geen huwelijksverbintenis aangaan of de grond verlaten. Pas na 1803 kwamen stapsgewijs hervormingen op gang en kregen de boeren de volle eigendomsrechten over hun grond, maar tegelijk de belastingheffingen te dragen. Tienduizenden waren zonder kapitaalbuffer en hypotheek niet in staat deze te financieren en werden zo gedwongen hun land te verkopen aan de Junker, die gezamenlijk de koopprijzen drukten. Ook de gemene gronden van de dorpsgemeenschappen vielen op deze wijze tegen lage prijzen in handen van de Junker. De rationalisatie van de landbouw, voor en tijdens de industriële revolutie, maakte het de Junker op deze wijze mogelijk om met eigen kapitaal of geleend geld de geheel vrij in hun handen gekomen gronden rendabeler te maken door grootschalige ontginning en toepassing van nieuwe agrarische technieken. Daarmee werd hun inkomensverlies door het wegvallen van onbetaalde arbeidskracht meer dan gecompenseerd. Daartegenover stond dat ook vele Junker gedwongen waren hun land te verkopen toen zij in de economische crisis in de eerste helft van de 19de eeuw hypothecaire lasten niet meer konden opbrengen. Rijke burgers kochten dan zulke goederen en probeerden een bijbehorende titel te verwerven. Na 1880 zou opnieuw een  landbouwcrisis, veroorzaakt door onder andere de import van goedkoop graan uit Amerika, het velen van hen toch weer moeilijk maken om aan hun leenverplichtingen te voldoen en werden landgoederen op grote schaal verkocht, vooral ook aan rijke burgers, met name ondernemers, die ondanks deze landgoederen overigens niet direct toegelaten werden tot de kringen van het 'Junkertum'.
In 1880 werden volgens verschillende criteria 20 tot 30 duizend Pruisische Junker-familieleden geteld. Voor hun landbezit zijn de grootgrondbezitters met meer dan 100 ha. landbouwgrond een indicatie: in het oosten van het toenmalige Duitse Rijk was tot de helft van het agrarisch oppervlak grootgrondbezit, tegenover in Midden-Duitsland (met name Saksen) een kwart en een tiende in het westen.
Theodor Fontane (1819-1898) gaf in zijn toentertijd zeer bekende en veel gelezen Wanderungen durch die Mark Brandenburg een empathische maar tegelijk ook kritische typering van de Junkerfamilies in de Mark Brandenburg rondom Berlijn. Het verwijt dat hij het Junkertum verheerlijkte spreekt hij tegen in zijn bekentenis "Die Kerle sind unausstehlich und reizend zugleich".

## Geschiedenis

### 17de en 18de eeuw

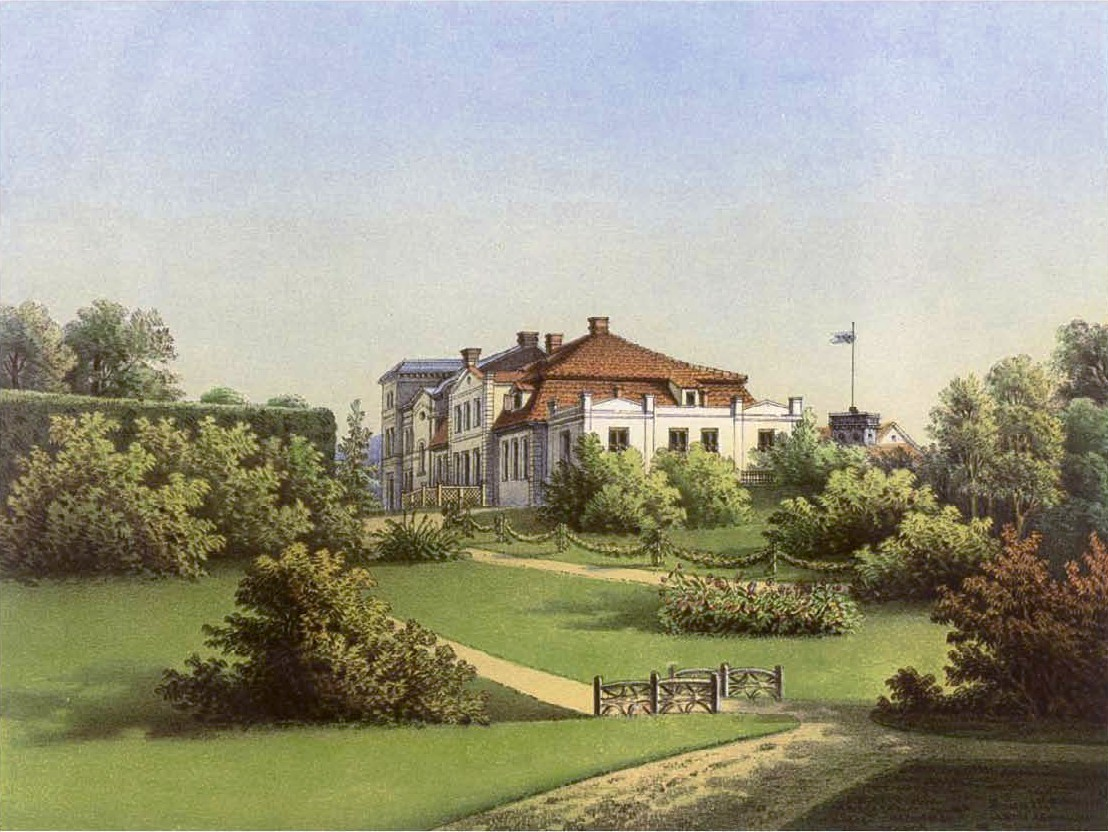
Rittergut Maldeuten ten zuiden van Koningsbergen, een typisch landhuis van een Junkerfamilie in Oost-Pruisen. Schilderij uit ongeveer 1860. Gutshaus in de 17de eeuw opgericht door de familie von Houwaldt. In 1945 werd het huis verwoest en daarna afgebroken. Na de Poolse annexatie is de naam omgevormd tot Maldyty.

De machtspositie en rijkdom van de Junker steeg en daalde over de eeuwen. In de 17de eeuw, na de Dertigjarige Oorlog, wisten ze hun bezit te vermeerderen doordat veel steden door armoede gedwongen waren hun landerijen buiten de stad te verkopen. De leningen die daarvoor waren aangegaan groeiden in de Napoleontische periode uit tot steeds grotere schulden. Junker moesten land verkopen, deels aan rijke burgers die met de juiste relaties tot de Junkerklasse konden opstijgen. Het erfrechtsysteem van 'fideikommiss' zorgde ervoor dat een van de erfgenamen weliswaar het vruchtgebruik van het bezit kreeg, vaak de oudste zoon, maar dat de eigendom onvervreemdbaar en ondeelbaar in gezamenlijke familiehand bleef. Veel mannelijke telgen die dit 'fideikommiss' aan een van hun broers moesten overlaten, zagen zich daardoor genoodzaakt tot militaire carrières. Dit bond de Junker vooral aan Pruisen dat zich in de 18de eeuw als militaire macht constitueerde. Overigens stonden de belangen van de Junker weer op gespannen voet met het Pruisische streven naar sociale hervorming dat alle onderdanen weliswaar gedisciplineerd maar daarom ook volgens gelijke 'burger'rechten wilde behandelen. De Junker zagen in de bureaucratische wetgeving die dit moest bewerkstelligen een gevaar voor hun positie als 'landrechter' en voor hun reservoir aan goedkope arbeidskrachten die niet naar elders konden vertrekken omdat zij aan de bodem gebonden waren. Toen die mobiliteit moest worden toegestaan maakten de Junker van de nood een deugd door tegen lage prijzen de schamele stukken grond op te kopen waar kleine, tot vertrek geneigde, boeren een bezitsrecht op konden laten gelden. Dit droeg in de oostelijke provincies aanzienlijk bij tot de Landflucht, de relatieve ontvolking op het platteland, en het aantrekken van laag betaalde Poolse seizoensarbeiders die het recht op blijvende vestiging niet werd toegestaan. De relatie tussen de Junker en de Pruisische staat was lange tijd gespannen en Pruisen kan niet worden voorgesteld als een 'Junkerstaat'.
Hoewel de meeste Junker slechts een middelgroot landgoed bezaten, was een aantal families grootgrondbezitter, met name in de oostelijke Pruisische provincies (Brandenburg, Mecklenburg, Pommeren, Posen, West-Pruisen, Oost-Pruisen, en Silezië). In het oostelijk deel van die laatste provincie, Opper-Silezië, werd in de 19de eeuw mijnbouw en industrie op grote schaal ontwikkeld door de regionale adel, die daarmee zeer veel rijkdom en vervolgens de titel 'vorst' verwierf. Gewoonlijk werden dezen door kritische politieke beschouwers aangeduid als 'magnaten'.
Na 1720, vooral omdat koning Frederik de Grote een aanhanger was van de Verlichting, kregen de boeren vrijheid van lijfeigenschap, wat dan een persoonlijke vrijheid inhield, maar geen vrijheid in bezit, dienstbaarheid en mobiliteit. Deze werden het eerst door grotere boeren verworven, terwijl de kleinere alleen het recht op gebruik van hun grond hadden en met al hun gezinsleden in dienstbaarheden afhankelijk bleven van hun 'heer'. De landarbeiders en bezitsloze boeren bleven nog tot 1850 in feite lijfeigene, althans tot herendienstverplicht en aan de grond gebonden. De toename van de rechten op bezitsverwerving en -verkoop en op vrije mobiliteit uitte zich dan ook vaak in een vertrek van dit plattelandsproletariaat naar de grotere Duitse steden of overzee als emigrant naar vooral de Verenigde Staten (de zogenaamde Landflucht, en wat betreft de oostelijke provincies Ostflucht).
In 1772 werd de, in 1466 Pools geworden, westelijke helft van het oude Pruisen (zie Duitse Orde), als provincie onder de naam West-Pruisen in het nieuwe koninkrijk Pruisen opgenomen. De adel was daar op dat moment nog slechts voor een klein deel Duits van cultuur, en dat gold dan met name de weinige families die in de 16de eeuw luthers waren geworden en sindsdien gebleven. De meeste geslachten hadden zich echter sinds de 16de eeuw aan de Poolse adelskaste aangepast en waren daarmee ook weer katholiek geworden. Sommigen behielden een Duitse, als regel Pools gespelde naam, anderen verenigden een Duitse en een Poolse familietak in een dubbele Pools-Duitse naam. Voorbeelden daarvan zijn Lewald-Jerzierski en Podkamer-Kleszczynski. Poolse families die het nieuwe Pruisische staatsgezag niet wilden erkennen vertrokken, na verkoop van hun grond. Families splitsten zich soms in nationaal opzicht. Degenen die bleven stuurden hun zonen vaak naar Pruisische militaire academies. Zij voegden zich vervolgens weliswaar binnen het Pruisische Junkertum maar bleven dan als katholieken wel een apart element vormen.

### Keizerrijk en Weimarrepubliek
De Junkerklasse raakte op den duur sterk verbonden met het Pruisische koningschap en beleefde het Duitse Keizerrijk vanaf 1871 aanvankelijk als een bedreiging van haar positie. Zij koesterde een monarchaal nationalisme tegenover het moderne burgerlijke nationalisme dat onder de keizer de leidende macht in Duitsland werd. Tijdgenoot en literator Theodor Fontane geeft daar in zijn romans een scherp beeld van. Junker bleven niettemin aan het, nu keizerlijke, Huis Hohenzollern verbonden en zochten hun machtsbasis in het keizerrijk via de conservatieve partij te handhaven, met name ook in de legerleiding en het officierscorps. Hun politieke belangen werden in de Reichstag behartigd door deze Deutsche Konservative Partei (DKP), door tegenstanders veelal spottend 'Junkerpartei' genoemd. Toen kanselier Leo von Caprivi in 1894 de bescherming tegen de import van goedkoper graan, met name uit Amerika, verminderde, eisten de Junker, die als grootgrondbezitters belang hadden bij hoge landbouwprijzen, met succes zijn ontslag. In 1902 werden zelfs nieuwe toltarieven (Schutzzölle) ingevoerd om de invoer van importgoederen te blokkeren, en zodoende de prijzen op de binnenlandse markt kunstmatig hoog te kunnen houden. Friedrich Naumann betitelde mede om deze machtsontplooiing de Landjunker als 'alter Herrenschicht'. Aan het einde van de 19de eeuw leefden in Pruisen 85.000 Junker gerelateerden behorende tot 20.000 huishoudingen. Zij vormden 0,3% van de bevolking maar bezaten beoosten de Elbe 40% van het agrarisch bewerkte grootgrondbezit (in landgoederen met meer dan 133 ha. omvang). Zij hadden naar verhouding veel economische macht en bezetten hogere posities in het autoritaire regeringssysteem. Hun toegang tot het keizerlijke hof was op grond van hun titel gewaarborgd. Een gezegde luidde dat Pruisen over Duitsland, en de Junker over Pruisen regeerden. Aan het einde van het koninkrijk Pruisen als soevereine staat, bij de uitroeping van het Keizerrijk in 1871, bezaten Junker nog steeds een derde van het landoppervlak dat in goederen met de status van grootgrondbezit (meer dan 100 ha)  was verdeeld. Ook in de staatsbureaucratie hadden zij een groot aandeel en zij vertegenwoordigden daarbinnen Pruisen. Twee van de drie hogere ambtelijke posities en hogere officiersfuncties, oplopend tot negen van de tien posities in de diplomatieke dienst en in de generale staven, waren in hun handen. Tot de langzame democratisering die na het midden van de 19de eeuw op gang kwam, namen zij de helft in van de zetels in de politiek vertegenwoordigende organen. Hoewel zij in het koninkrijk Pruisen de dominante macht bleven vormen, moesten zij zich in het Keizerrijk na 1870 gaan verhouden met een nieuwe burgerlijke macht, namelijk die van de liberalen, die dominant werden in de snel groeiende steden en met de katholieken in de westelijke en zuidelijke delen van het nieuwe Duitse rijk.   
Ondanks hun verlies aan politieke macht in de Weimarrepubliek van 1919 tot 1933 - de volksvertegenwoordiging in de Rijksdag had toen veel meer macht dan zij in het afgeschafte Keizerrijk had bezeten - bleven ook toen het leger en de conservatieven de basis van hun macht. Het Junker-netwerk slaagde erin zijn verliezen aan land en dreigende schuldlasten door de staatskas te laten compenseren via zogenaamde 'Osthilfe'-wetten, waarbij grote bedragen uit de rijkskas en goederen uit staatsdomeinen werden toegekend aan grootgrondbezitters in Oost-Pruisen en het aan Polen afgestane West-Pruisen en Posen. Deze compensaties werden vervolgens door begunstigden te gelde gemaakt en voor andere doeleinden aangewend, zoals investeringen in het buitenland en luxeconsumptie. De openbaarmaking leidde tot een schandaal met als hoofdrolspeler de familie Hindenburg. De machtsovername door Hitler, waarbij president Paul von Hindenburg de rol ter grondwettelijke legitimering speelde, zorgde ervoor dat het schandaal geen juridische gevolgen zou krijgen.
Het officierskorps van het Duitse leger, in de Weimarrepubliek  Reichswehr genoemd, bleef ook na de machtsovername van de nazi's, een domein van de Junkerklasse dat evenwel in toenemende mate met burgerlijke nazi-partijgetrouwen gedeeld moest worden en ook met de nieuwe SS in concurrentie kwam te staan.

### Naziregime
De Bierkellerputsch van 1923, waarin Adolf Hitler en General Erich Ludendorff in München probeerden de macht te grijpen, werd neergeslagen onder leiding van een Junkerofficier (von Lossow) van de plaatselijke Reichswehr en de Beierse president Gustav von Kahr. Von Kahr werd later vermoord tijdens de Nacht van de Lange Messen van 30 juni 1934. Deze gebeurtenissen droegen  ertoe bij dat Hitler een afkeer had van Junker in het algemeen en hen wantrouwde als sociale en politieke klasse die zich niet aan zijn totale controle onderwierp. Op hun beurt stonden veel Junker niet onvoorwaardelijk achter de standpunten van Hitler, al steunden zij hem omdat zij in het nazisme de macht zagen die het socialisme en communisme zou kunnen trotseren. Zij hoopten ook dat Hitler de oude glorie van het keizerrijk, die met de Weimar Republiek verloren was gegaan, zou heroprichten, met name in een herstel van de vooroorlogse staatsgrenzen. Dat laatste was belangrijk voor degenen die hun grondbezit hadden verloren na de annexatie, in 1919 door Polen, van de drie nu als zogenaamde Reichsgau ingerichte, Pruisische provincies West-Pruisen, Posen (Poznan) en Opper-Silezië. Na de bezetting van Polen in 1938 leek dat ook inderdaad te gebeuren in die toen opnieuw bij Duitsland gevoegde gebieden. Maar al snel bleek dat het nazi-regime niet van plan was de oude aristocratische Junkerklasse in haar oude rechten te herstellen en voerde het regime landhervormingen door ten gunste van de grotere boeren en ten koste van de Junkerklasse.
Toen de oorlog vorderde en de door Hitler opgedrongen militair onverantwoorde strategie steeds grotere verliezen teweegbracht, en ook de gruwelijkheden van het naziregime steeds duidelijker werden, waren er Junker op invloedrijke posities die deelnamen aan de Kreisauer Kreis en met kolonel Claus von Stauffenbergs poging tot machtsovername het vermoorden van Hitler op 20 juli 1944 steunden. Hun poging mislukte en kostte de meesten van hun het leven, maar de heimelijke weerstand tegen het regime in de Abwehr (militaire inlichtingendienst) onder admiraal Wilhelm Canaris leidde er toch toe dat strategisch belangrijke informatie in handen kwam van de geallieerden, en zo uiteindelijk bijdroeg aan de geallieerde overwinning. In het algemeen zou de Junkerklasse haar dominerende posities weten te bewaren, in het leger tot en met de nationaalsocialistische periode voor zover zij zich ondergeschikt maakte, en in de diplomatieke dienst van de Bondsrepubliek tot nog enkele decennia daarna. Haar netwerken en onderlinge 'esprit de corps' zorgden voor deze continuïteit. Na de ineenstorting van Duitsland werd de Junkerklasse voor de Geallieerden beschouwd als  voornaamste bron van het Pruisische kwaad, waaruit het Duitse nationalisme en het nationaalsocialisme zouden zijn voortgekomen. Waar mogelijk werd de klasse van haar macht beroofd, het meest radicaal in de DDR van waaruit de meeste Junkerfamilies naar het westen vluchtten.

### Na 1945

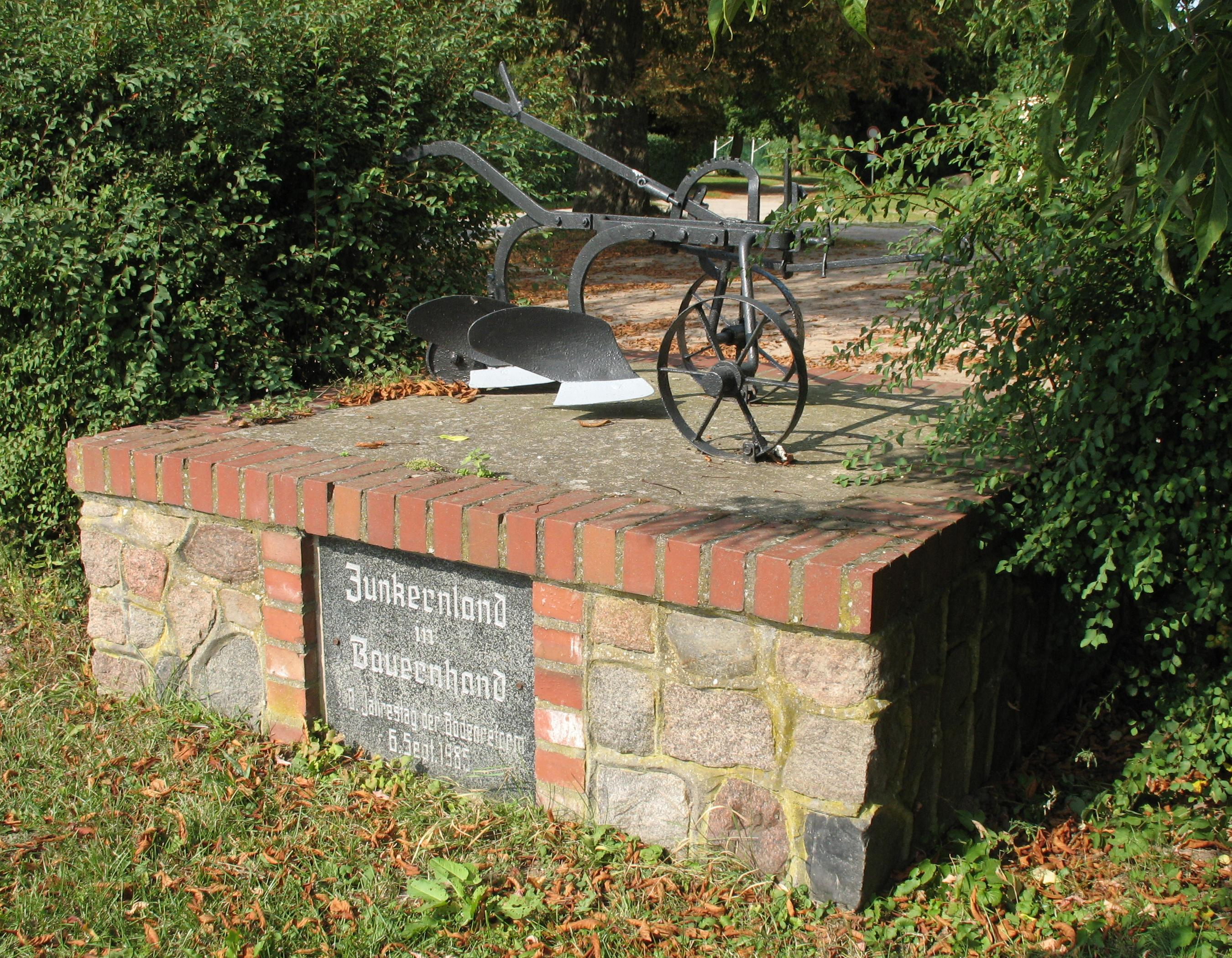
DDR-monument voor de landonteigeningen met de tekst "Junkerland in Bauernhand"

Tegen het eind van de oorlog waren bijna alle Junker gevlucht van hun domeinen in het oosten. Na de oorlog werden de meeste Oostelijke gebieden van het Duitse Rijk aan Polen gegeven. Oost-Pruisen werd verdeeld tussen Polen en de Sovjet-Unie. De hier achtergebleven Duitsers werden alsnog bijna allen gedeporteerd naar het westen. Het landbezit van de Junker verviel ook aan de Poolse en de Sovjetstaat. De meesten van hun landhuizen waren verwoest of vervielen tot ruïne. Een aantal bruikbare gebouwen kregen publieke functies. Gedurende de Bodenreform (landhervormingen) onder het motto Junkerland in Bauernhand werd in de Sovjet-bezettingszone, later de Duitse Democratische Republiek, het grondgebied van de Junker, overigens alle privé-eigendommen groter dan 100 ha en tezamen ongeveer een derde van het agrarisch landoppervlak, onteigend en in handen gesteld van collectieve landbouwbedrijven (LPG's). Bos- en andere natuurgebieden werden staatsdomeinen. De onteigende bezitters moesten ook hun woningen verlaten. Velen vertrokken, toen dat nog kon, naar het westen. In de DDR vervielen veel van hun landhuizen en werden alleen die in stand gehouden die weinig oorlogsschade hadden geleden en een publieke functie als school, bejaardenhuis, cultuurcentrum konden dienen. In het begin werden nog bewoonbare landhuizen gevuld met vluchtelingen uit de door Polen geannexeerde gebieden.  
In de Bondsrepubliek werd het grootgrondbezit boven de 100 ha, overigens nauwelijks een tiende van het totale agrarische landoppervlak, ook onteigend maar tegen een schadeloosstelling. De achtergrond hiervan was de komst van miljoenen vluchtelingen uit de door Polen en de Sovjet-Unie geannexeerde provincies (zie Verdrijving van Duitsers na de Tweede Wereldoorlog). Een groot deel van deze 'Heimatvertriebenen' bestond uit boeren die hun land hadden verloren en nu van staatswege nieuwe percelen bouwland toegewezen kregen. Sommige uit de toenmalige Sovjet-bezettingszone naar het westen gevluchte Junkerfamilies slaagden erin hun verloren goederen geldelijk deels gecompenseerd te krijgen, waaronder ook de familie waartoe Prins Bernhard von (zur) Lippe-Biesterfeld behoorde. Deze familie bezat namelijk ook goederen, overigens niet in de bezettingszone maar in de door Polen geannexeerde gebieden waarvan het verlies niet gecompenseerd werd zodat bijzondere diplomatie nodig was (zie Wojnowo). Na de Duitse eenwording in 1990 probeerden sommige Junkerfamilies hun oude landgoederen terug te krijgen. Restitutie was alleen bij uitzondering mogelijk, bijvoorbeeld als het goed tijdens de nazitijd was onteigend omdat de bezitter zich tegen het Hitlerregime had gekeerd. Als regel moest het voormalige bezit echter teruggekocht worden. De achteraf te betalen grond- en onderhoudslasten en het herstel van de jarenlange verwaarlozing drukten dan zo zwaar dat veel voormalige grootgrondbezitters ervan afzagen, of hun bezit doorverkochten aan speculanten en kapitaalkrachtiger ondernemers. De meeste bewaard gebleven goederen zijn inmiddels gerestaureerd door eigenaren of door de overheid en niet weinige zijn tot hotel verbouwd. Ondertussen zijn ook enkele oude adellijke families erin geslaagd om terug te keren naar hun voormalige eigendom in de door Polen geannexeerde provincies. Na de toetreding van Polen tot de EU proberen zij, in het kader van vrije vestiging van EU-ingezetenen in de gehele Unie, dan voormalige landgoederen van hun familie uit Silezië, Pommeren en Oost-Pruisen terug te kopen, maar door tegenwerking van de Poolse autoriteiten met weinig succes. "Buitenlanders" (en daarmee worden voornamelijk verdreven Duitsers bedoeld, zie Verdrijving van Duitsers na de Tweede Wereldoorlog) is het namelijk, ondanks de Europese regels daarover, niet toegestaan om grond te verwerven in Polen, behalve als gedeeld bezit, samen met een Poolse staatsburger. Ook deze teruggekochte goederen in het tegenwoordige Polen zijn gerestaureerd en vaak tot hotel verbouwd.